# Julimes
Julimes es una población del estado de Chihuahua, cabecera del municipio de Julimes. Se encuentra en la rivera del Río Conchos y su principal actividad económica es la agricultura. Lleva el nombre de la tribu precolombina que habitaba este territorio.

## Curiosidades
- En la zona termal de El Pandeño se puede encontrar un curiosos pez, el cachorrito de Julimes, descubierto recién en 2009, que se destaca por habitar las aguas más cálidas de todo el planeta.[7]